# ネクストバッターズサークル

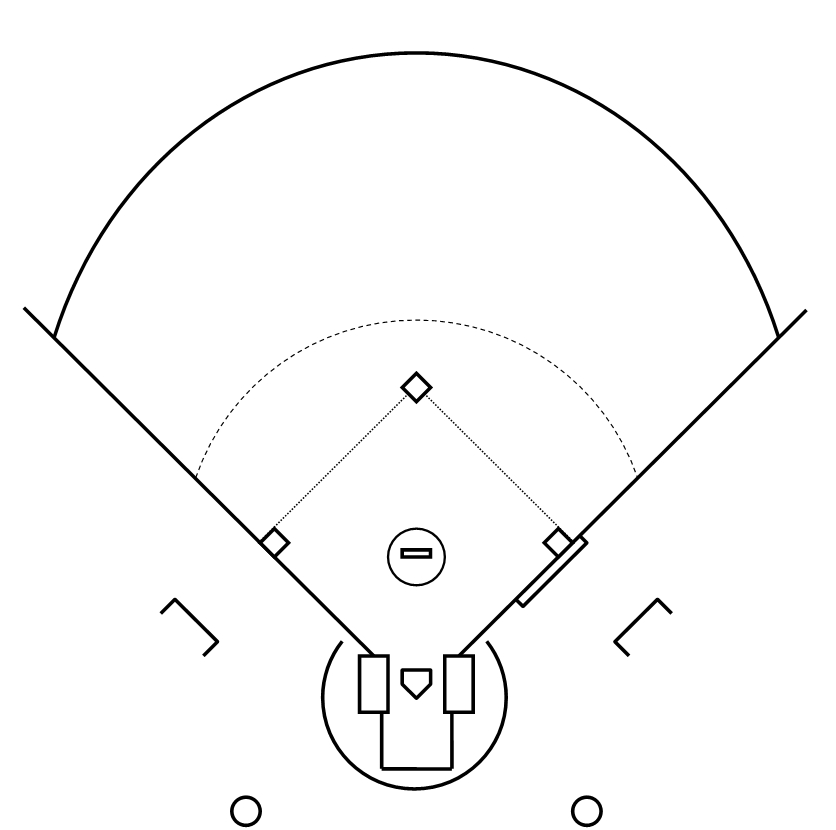
図最下部の円形の区画がネクストバッターズサークル

ネクスト・バッターズ・サークル（英：on-deck circle）は、野球において次に打席に立つ打者が待機するために野球場内に設けられる区画である。

## 概要
次に打席に立つ打者が、滑り止めのスプレーをしたり、素振りをしたり、時には相手投手の癖をじっくりと見たりなどして打席に向かう準備をしつつ待機するためのスペースである。通常、サークル近辺にはスプレー缶や、バットから外した素振り用の錘、素振り用マスコットバット（試合には使えない代わり、長く重く出来ている）などが置かれている。

## ルール上の規定
米国では Official Baseball Rules、また、日本では公認野球規則において、それぞれ位置や大きさが定められているが、両者の規定は同様である。これらによると、ネクスト・バッターズ・サークルとは、野球場のダートサークルと各チームのプレーヤーズベンチの間のファウル・グラウンドに各一つずつ、計二つ設けられる直径5フィートの円形の区画である。
公式な規則として、｢次の打者がネクストバッターズサークルに居なければならない｣という決まりはないが、円滑なゲームの進行のためにはそうすることが望ましい。草野球や少年野球ではサークル内にいる選手はしゃがんでいることがマナーとされる場合も多い（不在時は指導を受ける場合がある）。特に暴投・捕逸以外の本塁でのクロスプレイ時には突入してくる走者に対して姿勢（スライディングの必要性、その方向など）の指示を送る役目を担うことになる。また、本塁に近いためファウルボールが飛んでくる危険性もあり、プロ野球でも待機中の次打者に直撃して負傷したという事例がある。
なお、プロ野球においては次打者が投手である場合、試合に出場していない控え選手がダミーでネクストバッターズサークルに入って軽く素振りなどを行っていることがある。この場合、投手がそのまま打席に入ることが多いが、チャンスが広がることにより、試合展開によっては投手に代打を送るという選択肢も出てくるため、対戦相手を撹乱させる意図がある。
英語における正式名称は"next batter's box"であるが、一般には"on-deck circle"と呼ばれる。"on-deck"とは、打席を待つ状態を意味する。